# Pan Dodek
Pan Dodek – polski film komediowy z 1970 roku. Film jest zbudowany w formie wywiadu ze znanym aktorem. Głównym bohaterem jest pan Dodek, grany przez Adolfa Dymszę. Wywiad z nim jest pretekstem do pokazania fragmentów przedwojennych filmów z Adolfem Dymszą.

## Fabuła
Pan Dodek, stary aktor estradowy, stara się o przydział ogródka działkowego. Spotyka młodą dziennikarkę, której opowiada o swoim dzieciństwie i latach szkolnych. Następnie idzie do urzędu złożyć wniosek o przyznanie działki. Opowiada kierownikowi urzędu o swoich perypetiach zawodowych, z czasów gdy był marynarzem, mechanikiem, sklepikarzem i kelnerem. Potem zaczyna opowiadać o swoich dokonaniach sportowych, kiedy był hokeistą, piłkarzem i bokserem, wreszcie relacjonuje swoje przygody z czasów wojny. Jednak nie otrzymuje wymarzonej działki. W drodze powrotnej do teatru, znów dopada go młoda dziennikarka i zaczyna wypytywać, tym razem o przygody artystyczne.
W filmie wykorzystano fragmenty następujących filmów przedwojennych z udziałem Adolfa Dymszy:
- ABC miłości
- Antek policmajster
- Dodek na froncie
- 12 krzeseł
- Każdemu wolno kochać
- Niedorajda
- Paweł i Gaweł
- Robert i Bertrand
- Sportowiec mimo woli
- Wacuś

## Obsada
- Adolf Dymsza – Dodek
- Anita Dymszówna – dziennikarka
- Tadeusz Łomnicki – woźny
- Józef Kondrat – taksówkarz
- Wiesław Michnikowski – naczelnik
- Kazimierz Krukowski – reżyser teatralny
- Feliks Chmurkowski – szatniarz

oraz aktorzy z fragmentów wykorzystanych filmów archiwalnych.